# Zalaszentgróti kistérség
A Zalaszentgróti kistérség egy kistérség volt Zala megyében, központja Zalaszentgrót volt. 2014-ben az összes többi kistérséggel együtt megszűnt.

## Települései
| Almásháza     | Batyk     | Döbröce       | Dötk            | Kallósd         |
| Kehidakustány | Kisgörbő  | Kisvásárhely  | Ligetfalva      | Mihályfa        |
| Nagygörbő     | Óhíd      | Pakod         | Sénye           | Sümegcsehi      |
| Szalapa       | Tekenye   | Tilaj         | Türje           | Vindornyaszőlős |
| Zalabér       | Zalacsány | Zalaszentgrót | Zalaszentlászló | Zalavég         |